# Houghia sordida
Houghia sordida är en tvåvingeart som först beskrevs av Wulp 1890.  Houghia sordida ingår i släktet Houghia och familjen parasitflugor. Inga underarter finns listade i Catalogue of Life.